# محمد إمام
 محمد إمام (16 سبتمبر 1984)، ممثل مصري. وهو نجل الفنان عادل إمام وشقيق المخرج رامي إمام.

## سيرته المهنية
أول أعماله التلفزيونية مسلسل كناريا وشركاه مع الفنان فاروق الفيشاوي، وفي فيلم عمارة يعقوبيان أدى دور «طه الشاذلي» ابن بواب العمارة، كما شارك في فيلم حسن ومرقص، وأدى أول أدوار البطولة في فيلم البيه رومانسي.

## حياته الخاصة
تخرج محمد إمام من الجامعة الأمريكية. وتزوج من نوران طلعت في 29 أغسطس 2018. ولديه طفلتان هما: «خديجة» و«قسمت».

## أعماله

### مسلسلات
- 2003: كناريا وشركاه.(هاني/اشرف)
- 2010: بالشمع الأحمر.(معتز)
- 2012: خطوط حمراء.(محمد الهلالي)
- 2012: فرقة ناجي عطا الله.(إبراهيم)
- 2014: دلع البنات.(إبراهيم كبداكي)
- 2014: صاحب السعادة.(النقيب سيف)
- 2015: لهفة (ضيف شرف بشخصيته الحقيقيه)
- 2017: لمعي القط(لمعي القط)
- 2019: هوجان (هوجان/بلال صالح)
- 2020: الاختيار (ضيف شرف للحلقة الرابعه والخامسة)
- 2021: النمر(عبد الله/نوح)
- 2024: كوبرا (علي /كوبرا)

• 2026: الكينج ( يوسف )  
• 2027: حمزة ( حمزة )   

### أفلام
- 1990: حنفي الأبهة (طفل الاستاد)
- 2006: عمارة يعقوبيان (طه الشاذلي)
- 2008: حسن ومرقص (جرجس/ عماد )
- 2009: البيه رومانسي (سليم)
- 2012: حلم عزيز(تامر)
- 2012: ساعة ونص (صبري)
- 2015: كابتن مصر (كونجو/كمال نجيب)
- 2016: جحيم في الهند(آدم صبري)
- 2018: ليلة هنا وسرور(سرور / رضا )
- 2020: لص بغداد (يوسف الراوي)
- 2022: عمهم(سلطان)
- 2023: أبو نسب (علي)
- 2024: اللعب مع العيال (علام النخعاوي)
- 2025: صقر وكناريا ( صقر )
- 2026: شمس الزناتي ( شمس )
- 2026: عمهم ٢ ( سلطان )
- 2027: الرجل المستحيل ( أدهم صبري)

## قائمة ايرادات افلام محمد امام
| #  | السنة | الفيلم          | ايرادات بالجنية المصري | المصدر |
| -- | ----- | --------------- | ---------------------- | ------ |
| 1  | 2024  | اللعب مع العيال | 58,674,322             |        |
| 2  | 2022  | عمهم            | 56,834,522             |        |
| 3  | 2023  | أبو نسب         | 53,023,352             |        |
| 4  | 2019  | ليلة هنا وسرور  | 35,064,058             |        |
| 5  | 2020  | لص بغداد        | 33,224,245             |        |
| 6  | 2016  | جحيم في الهند   | 32,166,584             |        |
| 7  | 2015  | كابتن مصر       | 18,656,276             |        |
| 8  | 2012  | حلم عزيز        | 9,344,360              |        |
| 9  | 2012  | ساعة ونص        | 8,899,700              |        |
| 10 | 2009  | البيه رومانسي   | 4,000,000              |        |

## وصلات خارجية
- محمد إمام على موقع IMDb (الإنجليزية)
- محمد إمام على موقع قاعدة بيانات الأفلام العربية
- محمد إمام على موقع ألو سيني (الفرنسية)
- محمد إمام على موقع أول موفي (الإنجليزية)
- محمد إمام على موقع قاعدة بيانات الفيلم (الإنجليزية)
- محمد إمام على موقع كينوبويسك (الروسية)